# Conacul Beldi din Iara
Conacul Beldi din Iara, județul Cluj este înscris pe lista monumentelor istorice din județul Cluj elaborată de Ministerul Culturii și Patrimoniului Național din România în anul 2015, cu cod LMI CJ-II-m-B-07681.

## Istoric
A fost construit în secolul al XIX-lea și poartă numele fostului proprietar.
Conacul este în prezent (2021) nelocuit, în stare de degradare.